# Rosa arensii
Rosa arensii — вид рослин з родини розових (Rosaceae); ендемік Кавказу.

## Опис
Плоди яйцювато-кулясті, великі, до 2 см завдовжки, голі, гладкі, із сизим нальотом, який легко стирається.

## Поширення
Ендемік Великого Кавказу.
Мешканець відкритих сухих схилів.